# Brodaczek oliwkowy
Brodaczek oliwkowy (Chalcostigma olivaceum) – gatunek małego ptaka z rodziny kolibrowatych (Trochilidae). Występuje w Andach w zachodniej części Ameryki Południowej, od Peru do zachodniej Boliwii. W Czerwonej księdze gatunków zagrożonych IUCN klasyfikowany jest jako gatunek najmniejszej troski (LC, ang. Least Concern).

## Systematyka
Gatunek ten po raz pierwszy zgodnie z zasadami nazewnictwa binominalnego opisał amerykański ornitolog George Newbold Lawrence w 1864 roku na łamach „Annals of the Lyceum of Natural History of New York”. Autor zaliczył ten gatunek do rodzaju Ramphomicron i nadał mu nazwę Ramphomicron olivaceus, a jako miejsce typowe podał La Paz w Boliwii. Obecnie zaliczany jest do rodzaju Chalcostigma.
Wyróżnia się dwa podgatunki Chalcostigma olivaceum:
- C. o. pallens Carriker, 1935,
- C. o. olivaceum (Lawrence, 1864).

### Etymologia
- Chalcostigma: gr. χαλκος khalkos „brąz, miedź”; στιγμα stigma, στιγματος stigmatos „znak”, od στιζω stizō „tatuować”[11].
- olivaceum: łac. olivaceus – „oliwkowozielony”, łac. oliva – „oliwa”[12].

## Morfologia
Mały koliber o krótkim i prostym, czarnym dziobie. Nogi i stopy czarne. Występuje niewielki dymorfizm płciowy. Samiec podgatunku nominatywnego jest ciemnobrązowy lub oliwkowozielony z matowym odcieniem. Głowa i gardło nieco ciemniejsze, czarniawe. Na podgardlu i gardle wąski, wyraźny, zielony opalizujący śliniak, który w dolnej części przechodzi w jaskrawe wydłużenie (brodę) od żółtego, różowego i fioletowego do niebieskiego. Ogon rozwidlony, sterówki brązowozielone. Samica podobna do samca, ale śliniak jest albo mniejszy, bez charakterystycznej „brody”, albo nie występuje on w ogóle. Młode osobniki mają nieco krótszy ogon. Gardło młodego samca jest jednolite szarobrązowe bez śliniaka, a u młodych samic pióra na gardle mają jaśniejsze zakończenia. Podgatunek C. o. pallens jest podobny do podgatunku nominatywnego, ale jest nieco jaśniejszy i nieco mniejszy. Długość ciała około 14–15 cm; masa ciała: samiec 8–9 g, jedna zbadana samica ważyła 6,6 g.
Szczegółowe wymiary na podstawie:
|                       | C. o. olivaceum | C. o. olivaceum | C. o. pallens | C. o. pallens |
|                       | Samiec          | Samica          | Samiec        | Samica        |
| --------------------- | --------------- | --------------- | ------------- | ------------- |
| Długość skrzydła (mm) | 89–92           | 80–82           | 75            | 76–78         |
| Długość dzioba (mm)   | 14,5–16         | 14–15           | 13            | 11,5          |
| Długość ogona (mm)    | 70–74           | 61–66           | 57            | 54–55         |

## Zasięg występowania
Zasięg występowania (EOO, Extent of Occurrence) według szacunków organizacji BirdLife International obejmuje około 245 tys. km². Gatunek ten występuje głównie w zakresie wysokości od 3600 do 4600 m n.p.m. Poszczególne podgatunki zamieszkują:
- C. o. pallens – zachodnie stoki Andów w środkowym Peru od Ancash do północno-zachodniego Junín,
- C. o. olivaceum – we wschodnich Andach w południowo-wschodnim Peru od Apurímac do zachodnio-środkowej Boliwii (departament La Paz)[6][13].

## Ekologia i zachowanie
Jego głównym habitatem są łąki puna, głównie wilgotne ich obszary, rzadziej spotykany jest w niskich zaroślach i na skraju lasów Polylepis. 
Dieta tego gatunku składa się z nektaru i drobnych owadów. Długość pokolenia jest określana na 2,66 roku.

### Rozmnażanie
Nie ma wielu informacji o rozmnażaniu tego gatunku. W lęgu 2 jaja wysiadywane przez samicę. Ptaki w okresie lęgowym były obserwowane w Boliwii w styczniu, osobniki młodociane widziano w Peru od lutego do kwietnia, w Boliwii w maju.

## Status
W Czerwonej księdze gatunków zagrożonych IUCN brodaczek oliwkowy jest klasyfikowany jako gatunek najmniejszej troski (LC, ang. Least Concern). Liczebność populacji nie jest oszacowana, gatunek ten jest jednak opisywany jako rzadki. Ze względu na brak dowodów na spadki liczebności bądź istotne zagrożenia dla gatunku BirdLife International ocenia trend liczebności populacji jako prawdopodobnie stabilny.